# Magyar Kárpitművészek Egyesülete
A Magyar Kárpitművészek Egyesületének irodája Budapesten a Szentháromság térnél található. Az egyesület 1996-ban alakult. Képviselője Lencsés Ida. Célkitűzései között szerepelt a szövött kárpit műfajának fenntartása, újszerű fejlesztése, hogy összegyűjtse a textil, ill. kárpitművészettel foglalkozókat. A Budavári Kárpitműhely fenntartását is célkitűzéseik közt szerepeltették. A kárpitkészítés hagyományának őrzését és tovább örökítését tartják fontosnak a Magyar Kárpitművészek Egyesületének tagjai. Egyik kiemelkedő munkájuk a Corvin-kárpitok. 
Kárpitkészítési munkákban részt vett: Balogh Edit, Baranyi Judit, Benedek Noémi, Bocz Beáta, Csókás Emese, Dobrányi Ildikó, Erdélyi Eta, Hegyi Ibolya, Harmati Zsófia, John Ágoston, Kecskés Ágnes, Kiss Katalin, Kneisz Eszter, Kovács Péter, Fóris Katalin, Köllő Margit, Kőszegi Anna Mária, Kuchta Klára, Lencsés Ida, Martos Katalin, Máder Indira, Mészáros Erzsébet, Nagy Dalma, Novák Ildikó, Nyerges Éva, Pasqualetti Eleonóra, Pázmány Judit, Rapaich Richard, Sipos Éva, Solti Gizella, Szabó Verona, Száraz Mária, Tápai Nóra, Vajda Mária, Zelenák Katalin, Zsámbokréti Dóra.

## Külső hivatkozások
- Magyar Kárpitművészek Egyesülete[halott link]
- A kárpit-triptichonról[halott link]